# Auchenipterus dentatus
Auchenipterus dentatus és una espècie de peix de la família dels auqueniptèrids i de l'ordre dels siluriformes.

## Morfologia
Els mascles poden assolir els 12,1 cm de llargària total.

## Reproducció
La maduresa sexual s'assoleix quan arriba als 16 cm de llargària i la reproducció s'inicia al començament de la temporada de pluges. La fecundació és interna i la femella és capaç de mantenir l'esperma del mascle a l'epiteli del seu tracte genital i de pondre 15.000 ous.

## Alimentació
Menja principalment insectes i petits crustacis.

## Distribució geogràfica
Es troba a Sud-amèrica: rius Corantijn, Surinam, Arataye, Sinnamary i Oyapock.